# Uropsilus soricipes
Uropsilus soricipes är en däggdjursart som beskrevs av Henri Milne-Edwards 1871. Uropsilus soricipes ingår i släktet Uropsilus och familjen mullvadsdjur. IUCN kategoriserar arten globalt som livskraftig. Inga underarter finns listade.
Arten blir 66 till 80 mm lång (huvud och bål), har en 50 till 69 mm lång svans och 14 till 17 mm långa bakfötter. Pälsen har på ovansidan en mörkbrun färg och undersidan är gråaktig. I överkäken finns 9 tänder på varje sida och på underkäkens sidor förekommer 8 tänder.
Detta mullvadsdjur förekommer i centrala Kina i provinserna Gansu, Sichuan, Yunnan och Shaanxi. Arten når i bergstrakter 2200 meter över havet. Uropsilus soricipes vistas i skogar.